# Шоколадный веслоног
Шоколадный веслоног, или лишаистая телодерма, или суматранская телодерма (лат. Theloderma leporosum) — вид бесхвостых земноводных семейства веслоногие лягушки (Rhacophoridae). Встречается в западной Малайзии и на острове Суматра (Индонезия).

## Внешний вид
Шоколадный веслоног является самым крупный и неуловимым из четырех видов бородавчатых веслоногов полуострова Малайзия. Максимальная длина тела 68 мм и более. У них коричневая спинка, серовато-коричневая радужка и рисунок, похожий на оловянную паутину на задних лапах. Нижняя часть их тела и внутренней стороны конечностей бледно-голубая или белая с чёрными сетчатыми рисунком.

## Распространение
Шоколадный веслоног обитает в вечнозеленых низинных и горных тропических лесах. В Малайзии он населяет первичные и старые вторичные леса на высоте. Этому виду угрожает утрата среды обитания из-за лесозаготовок.

## Образ жизни
Ведёт очень скрытный образ жизни. Как и другие представители рода, живёт и размножается в дуплах больших деревьев. Для размножения эти веслоноги образуют устойчивые пары. Амплексус длится 3—4 суток. После него самка откладывает яйца на коре, корягах или камнях. В кладке находится от 20 до 43 относительно мелких яиц диаметром 2,5 мм. Через 6 дней после откладки из яиц выходят головастики длиной 1 см. Уже через две недели они вырастают до 1,7—1,8 см. Однако рост личинок медленный, и появление задних конечностей происходит лишь через 5 месяцев, а метамофоз — на седьмом.